# Viriato Ferreira
Viriato Ferreira (Rio de Janeiro, 24 de abril de 1930 — Rio de Janeiro, 12 de setembro de 1992) foi um figurinista e carnavalesco brasileiro.

## Biografia
Viriato trabalhou para teatro de revista durante muitos anos. Foi lá que aprendeu a criar figurinos que eram ao mesmo tempo leves, cômodos e de grande efeito visual, características que marcariam seus trabalhos como carnavalesco de grandes escolas de samba cariocas. Mas sua ligação com o Carnaval começou quando desfilava como destaque pelo Salgueiro.
Durante alguns anos colaborou com seu trabalho para o sucesso de Joãosinho Trinta na Beija-flor, mas foi na Portela e na Imperatriz Leopoldinense que pode assumir o posto de carnavalesco e desenvolver enredos inesquecíveis como Hoje tem marmelada (Portela, campeã de 1980) e O que é que a banana tem (Imperatriz, 1991). Durante os anos de 1985 até 1987 fez parte da comissão de carnaval da Tradição - escola dissidente da Portela - junto com nomes como Maria Augusta e Rosa Magalhães.
Em 2009, foi homenageado num dos setores do desfile da Imperatriz Leopoldinense, que levava à Passarela do Samba o enredo Imperatriz... só quer mostrar que faz samba também!
No carnaval de 2017, foi homenageado pela Acadêmicos da Rocinha com o enredo "No Saçarico da Marquês, Tem Mais Um Freguês".

## Carnavais de Viriato Ferreira
| Ano  | Escola        | Colocação   | Divisão  | Enredo                                                             |
| ---- | ------------- | ----------- | -------- | ------------------------------------------------------------------ |
| 1979 | Portela       | 3º lugar    | 1A       | Incrível, fantástico, extraordinário                               |
| 1980 | Portela       | Campeã      | 1A       | Hoje tem marmelada                                                 |
| 1980 | Rosas de Ouro | 4º lugar    | 1        | Tudo é Brasil                                                      |
| 1981 | Portela       | 3º lugar    | 1A       | Das maravilhas do mar fez-se o esplendor de uma noite              |
| 1982 | Vila Isabel   | 10.º lugar  | 1A       | Noel Rosa e os Poetas da Vila nas Batalhas do Boulevard            |
| 1985 | Tradição      | Campeã      | 2B       | Xingú, Passáro Guerreiro                                           |
| 1985 | Santa Cruz    | 14º lugar   | 1A       | Ibrahim, de Leve Eu Chego Lá                                       |
| 1986 | Tradição      | Campeã      | 2A       | Rei Senhor, Rei Zumbi, Rei Nagô - Eu também tô aí, tô aí sim sinhô |
| 1987 | Tradição      | Vice-campeã | 2        | Sonhos de Natal                                                    |
| 1991 | Imperatriz    | 3º lugar    | Especial | O que é que a banana tem                                           |